# Горня-Лапаштица (Медведжя)
Горня-Лапаштица (серб. Горня Лапаштица, алб. Llapashtica e Epërme) — населённый пункт в общине Медведжя Ябланичского округа Республики Сербии.

## Население
Согласно переписи населения 2002 года, в селе проживало 194 человека (120 албанцев, 68 сербов, 6 лиц неизвестной национальности).
| Численность населения | Численность населения | Численность населения | Численность населения | Численность населения | Численность населения | Численность населения | Численность населения |
| 1948                  | 1953                  | 1961                  | 1971                  | 1981                  | 1991                  | 2002                  | 2011                  |
| --------------------- | --------------------- | --------------------- | --------------------- | --------------------- | --------------------- | --------------------- | --------------------- |
| 631                   | 653                   | 682                   | 624                   | 491                   | 315                   | 194                   | 82                    |

## Религия
Согласно церковно-административному делению Сербской православной церкви, село относится к Третьему лебанскому приходу Ябланичского архиерейского наместничества Нишской епархии. В селе расположены руины раннехристианской церкви.